# Dance Dance Revolution X
Dance Dance Revolution X — игра, входящая в семейство танцевальных игр серии Dance Dance Revolution / Dancing Stage. Выход игры приурочен к 10-и летнему юбилею серии. По заявлениям Konami игра обретёт значительно улучшенный интерфейс, ряд новых музыкальных композиций и новые режимы игры. Дизайн аркадного автомата также претерпит значительные изменения.